# Naemorhedus caudatus
Il goral dalla coda lunga (Naemorhedus caudatus Milne-Edwards, 1867) o goral dell'Amur, è un mammifero artiodattilo della sottofamiglia dei Caprini. Fino a poco tempo fa, il goral della Cina (Naemorhedus griseus) era considerato una sua sottospecie.

## Descrizione
Il goral dalla coda lunga è un animale dalla corporatura tozza, simile a una capra. È ricoperto da un mantello di colore grigiastro, più chiaro sulla gola; sulla parte posteriore presenta una striscia dorsale più scura. Entrambi i sessi sono muniti di brevi corna, curvate sulla schiena.

## Distribuzione e habitat
Questa specie vive nella Russia sud-orientale (Territorio di Chabarovsk e Territorio del Litorale), nella Cina nord-orientale (Heilongjiang e Jilin) e nella penisola coreana. Il suo habitat è costituito da regioni montuose fiancheggiate da alberi.

## Biologia
Così come tutti i goral, anche quello dalla coda lunga è un eccellente arrampicatore. Va in cerca di cibo soprattutto al mattino e alla sera e si nutre di erbe, foglie e altro materiale vegetale. Vive in piccoli gruppi, ma i maschi più anziani sono per lo più solitari.

## Conservazione
Le principali minacce per il goral dalla coda lunga sono la distruzione delle foreste e la caccia. La situazione di questa specie è particolarmente precaria in Corea del Sud, dove ne sono rimasti solo circa 250 esemplari. Fortunatamente, una popolazione ben più numerosa è presente nella zona demilitarizzata tra le due Coree. In alcune aree protette della Russia, come la Riserva Naturale di Sikhote-Alin, esemplari di questa specie vivono all'interno di grandi recinti, dove gli studiosi stanno portando avanti un programma di riproduzione in cattività; oltre a questi, sempre nella stessa riserva, vi sono anche circa 200 capi in libertà. La IUCN inserisce il goral dalla coda lunga tra le specie vulnerabili.